# SSV Brixen Handball
Le Südtiroler Sportverein Brixen Handball est un club de handball situé à Bressanone (Brixen en Allemand) en Italie.

## Palmarès

### Section féminine
Compétitions nationales
- Championnat d'Italie (9) : 1978, 1979, 1981, 1982, 1983, 1984, 1985, 2022, 2024
- Coupe d'Italie (it) (2) : 2022
- Supercoupe d'Italie (it) (1) : 2091

### Section masculine
Compétitions nationales
- Championnat d'Italie (2) : 1991, 1992
- Coupe d'Italie (it) (4) : 1982, 1988, 2023, 2024
- Supercoupe d'Italie (it) (1) : 2024

Compétitions internationales
- demi-finaliste de la Coupe Challenge (C4) en 2001

## Personnalités liées au club
- Davor Čutura : joueur de 2019 à 2020 et entraîneur de 2019 à 2024
- Denis Lathoud : joueur de novembre 2000 à 2001
- Petru Pop : joueur de 2004 à 2005